# Hofkapelle Schlecht

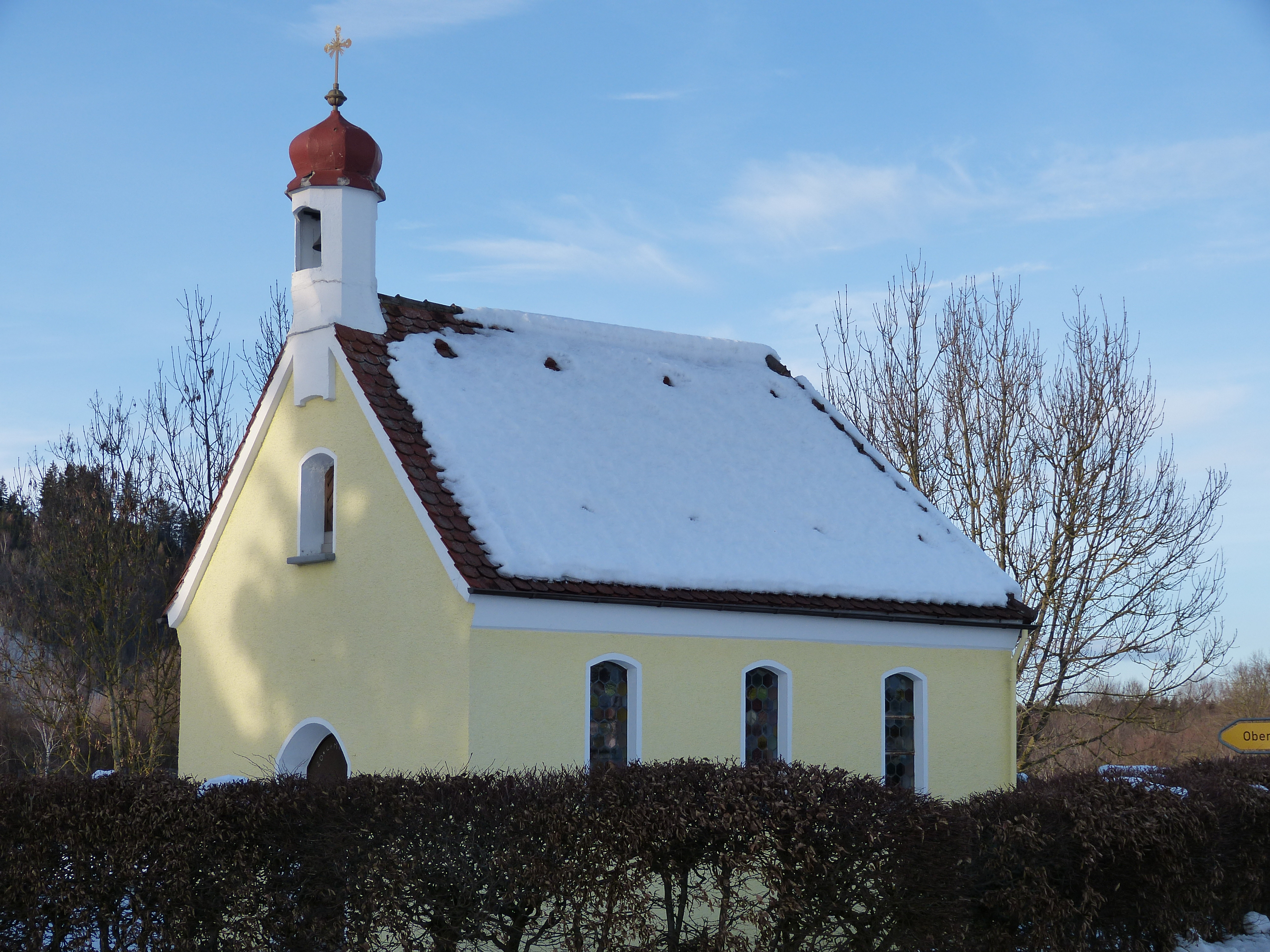
Hofkapelle Schlecht 2019

Die Hofkapelle Schlecht ist eine Kapelle in Oberhausen, einem Teilort der Gemeinde Aitrach im Landkreis Ravensburg in Oberschwaben.

## Beschreibung
Die Kapelle wurde im Jahre 1950 erbaut. Sie befindet sich an der Kreisstraße 7922, die Aitrach mit Aichstetten verbindet. Eine Hecke umgibt das Bauwerk. Das Satteldach der Kapelle ist mit Dachziegeln gedeckt und hat einen zwiebelförmigen Giebelreiter, in dem sich eine Glocke befindet. Im Giebel der Stirnseite befindet sich eine figurlose Nische.
Die Kapelle ist auf dem Grundstück der Familie Schlecht errichtet. Sie soll an die beiden Söhne der Familie erinnern, die aus dem Zweiten Weltkrieg nicht heimgekehrt sind. Ein Sohn ist gefallen, der andere gilt als vermisst.